# Пуголовки Браунера
Бентофилоидесы, или Пуголовки Браунера (лат. Benthophiloides) — род лучепёрых рыб из семейства бычковых. Включает 2 вида, обитающие в Каспийском море.

## Таксономия и систематика
Типовой вид — Benthophiloides brauneri, для которого род был установлен Борисом Сергеевичем Ильиным в 1927 году. В литературе традиционно выделяли род Asra (Iljin, 1941). Роды Benthophiloides и Asra синонимизировали в 2004 году на основании сходства в расположении невромастов (рецепторов боковой линии) на голове, но указали, что Benthophiloides в таком объёме, возможно, парафилетичен.  

## Виды
В настоящее время признаются 2 вида рода:
- Benthophiloides brauneri Beling, Iljin, 1927 — Пуголовка Браунера
- Benthophiloides turcomanus Iljin, 1941 — Туркменская пуголовка